# Râul Valea Cășăriei, Prahova (Cumpătu)
Râul Valea Cășăriei este un curs de apă, afluent de stânga al râului Prahova în zona Cumpătu, Sinaia. 

## Hărți
- Harta Munții Baiului  Arhivat în 15 iunie 2011, la Wayback Machine.
- Harta județului Prahova
- Munții Bucegi  Arhivat în 28 mai 2008, la Wayback Machine.